# Kabinet-Drees-Van Schaik
Het kabinet Drees-Van Schaik (ook bekend als Drees I) was het Nederlandse kabinet van 7 augustus 1948 tot 15 maart 1951. Het werd gevormd door de politieke partijen Katholieke Volkspartij (KVP), Partij van de Arbeid (PvdA), Christelijk-Historische Unie (CHU) en de Volkspartij voor Vrijheid en Democratie (VVD) na de Tweede Kamerverkiezingen van 1948. Het centrum kabinet Drees-Van Schaik was een meerderheidskabinet dat zowel in de Eerste Kamer en Tweede Kamer kon rekenen op een ruime meerderheid. Het kabinet Drees-Van Schaik was een kabinet van de rooms-rode coalitie.

## Verloop
Het kabinet besloeg ruim een tweederdemeerderheid (76 van de 100 zetels), zodat de grondwetswijziging die nodig was voor de onafhankelijkheid van Nederlands-Indië ook in tweede aanleg door het parlement gevoerd kon worden.
In 1948 voerde Nederland voor de tweede maal een politionele actie uit in Indonesië, wat tot internationale afkeuring leidde. In 1949 werd Nederland lid van de NAVO en lijfde enkele kleinere gebieden van Duitsland in. De grootste gebieden die bij Nederland werden gevoegd waren de gemeente Selfkant, met de hoofdplaats Tüddern, en Elten. Verder werden talrijke andere kleine grenswijzigingen doorgevoerd, met name in de buurt van Nijmegen en Dinxperlo. Nog diezelfde dag, vanaf 12.00 uur, werden deze gebieden door Nederlandse strijdkrachten bezet.
Eind 1949 werd de onafhankelijkheid van Indonesië door Nederland erkend. In 1951 leidde uiteindelijk een motie over Nieuw-Guinea tot de val van het kabinet. Er werden geen nieuwe verkiezingen gehouden, maar met dezelfde partijen werd een nieuwe regering gevormd.
Op 4 september 1948 deed Koningin Wilhelmina afstand van de troon ten gunste van prinses Juliana, die overigens al enige tijd als regentes had opgetreden.

## Ambtsbekleders
| Ambtsbekleders                                         | Ambtsbekleders                | Ambtsbekleders                                   | Minister / Ministerie                        | Minister / Ministerie | Termijn                              | Partij |
| ------------------------------------------------------ | ----------------------------- | ------------------------------------------------ | -------------------------------------------- | --- | ------------------------------------ | ------ |
|                                                        | W. (Willem) Drees             | W. (Willem) Drees (1886–1988)                    | Minister-president / Minister                | Algemene Zaken | 7 augustus 1948 – 22 december 1958   | PvdA   |
|                                                        | J.R.H. (Josef) van Schaik     | mr. J.R.H. (Josef) van Schaik (1882–1962)        | Vicepremier / Minister                       | Voorbereiding van de toekomstige structuur van het Koninkrijk (Binnenlandse Zaken)                                                           | 7 augustus 1948 – 15 maart 1951      | KVP    |
|                                                        | J.H. van Maarseveen           | mr. J.H. (Johan) van Maarseveen (1894–1951)      | Minister                                     | Binnenlandse Zaken | 7 augustus 1948 – 15 juni 1949       | KVP    |
|                                                        | J.R.H. (Josef) van Schaik     | mr. J.R.H. (Josef) van Schaik (1882–1962)        | Minister                                     | Binnenlandse Zaken | 15 juni 1949 – 20 september 1949     | KVP    |
|                                                        | F.G.C.J.M. (Frans) Teulings   | mr. F.G.C.J.M. (Frans) Teulings (1891–1966)      | Minister                                     | Binnenlandse Zaken | 20 september 1949 – 15 maart 1951    | KVP    |
|                                                        | D.U. (Dirk) Stikker           | mr. D.U. (Dirk) Stikker (1897–1979)              | Minister                                     | Buitenlandse Zaken | 7 augustus 1948 – 2 september 1952   | VVD    |
|                                                        | P. (Piet) Lieftinck           | mr.dr. P. (Piet) Lieftinck (1902–1989)           | Minister                                     | Financiën | 25 juni 1945 – 1 juli 1952           | PvdA   |
|                                                        | Th.R.J. (René) Wijers         | mr. Th.R.J. (René) Wijers (1891–1973)            | Minister                                     | Justitie | 7 augustus 1948 – 15 mei 1950        | KVP    |
|                                                        | J.H. van Maarseveen           | mr. J.H. (Johan) van Maarseveen (1894–1951)      | Minister                                     | Justitie | 15 mei 1950 – 10 juli 1950           | KVP    |
|                                                        | A.A.M. (Teun) Struycken       | mr. A.A.M. (Teun) Struycken (1906–1977)          | Minister                                     | Justitie | 10 juli 1950 – 15 maart 1951         | KVP    |
|                                                        | J.R.M. (Jan) van den Brink    | dr. J.R.M. (Jan) van den Brink (1915–2006)       | Minister                                     | Economische Zaken | 20 januari 1948 – 2 september 1952   | KVP    |
|                                                        | W.F. (Wim) Schokking          | mr. W.F. (Wim) Schokking (1900–1960)             | Minister                                     | Oorlog | 7 augustus 1948 – 16 oktober 1950    | CHU    |
| Marine                                                 | W.F. (Wim) Schokking          | mr. W.F. (Wim) Schokking (1900–1960)             | Minister                                     | | 7 augustus 1948 – 16 oktober 1950    | CHU    |
|                                                        | H.L. (Hans) s' Jacob          | mr. H.L. (Hans) s' Jacob (1906–1967)             | Minister                                     | Oorlog | 16 oktober 1950 – 15 maart 1951      | O      |
| Marine                                                 | H.L. (Hans) s' Jacob          | mr. H.L. (Hans) s' Jacob (1906–1967)             | Minister                                     | | 16 oktober 1950 – 15 maart 1951      | O      |
|                                                        | A.M. (Dolf) Joekes            | mr.dr. A.M. (Dolf) Joekes (1885–1962)            | Minister                                     | Sociale Zaken | 7 augustus 1948 – 15 september 1951  | PvdA   |
|                                                        | F.J.Th. (Theo) Rutten         | dr. F.J.Th. (Theo) Rutten (1899–1980)            | Minister                                     | Onderwijs, Kunsten en Wetenschappen | 7 augustus 1948 – 2 september 1952   | KVP    |
|                                                        | J.R.H. (Josef) van Schaik     | mr. J.R.H. (Josef) van Schaik (1882–1962)        | Minister                                     | Verkeer en Waterstaat | 7 augustus 1948 – 1 november 1948    | KVP    |
|                                                        | Derk Spitzen                  | mr. D.G.W. (Derk) Spitzen (1896–1957)            | Minister                                     | Verkeer en Waterstaat | 1 november 1948 – 15 maart 1951      | O      |
|                                                        | S.L. (Sicco) Mansholt         | S.L. (Sicco) Mansholt (1908–1995)                | Minister                                     | Landbouw, Visserij en Voedselvoorziening | 25 juni 1945 – 1 januari 1958        | PvdA   |
|                                                        | J. (Joris) in 't Veld         | mr.dr. J. (Joris) in 't Veld (1895–1981)         | Minister                                     | Wederopbouw en Volkshuisvesting | 1 maart 1948 – 2 september 1952      | PvdA   |
|                                                        | E.M.J.A. (Maan) Sassen        | mr. E.M.J.A. (Maan) Sassen (1911–1995)           | Minister                                     | Overzeese Gebiedsdelen | 7 augustus 1948 – 14 februari 1949   | KVP    |
|                                                        | J.H. van Maarseveen           | mr. J.H. (Johan) van Maarseveen (1894–1951)      | Minister                                     | Overzeese Gebiedsdelen | 14 februari 1949 – 27 december 1949  | KVP    |
| Uniezaken en Overzeese Rijksdelen                      | J.H. van Maarseveen           | mr. J.H. (Johan) van Maarseveen (1894–1951)      | Minister                                     | 27 december 1949 – 15 maart 1951 |                                      | KVP    |
| Ambtsbekleder                                          | Ambtsbekleder                 | Ambtsbekleder                                    | Minister / Portefeuille / Ministerie         | Minister / Portefeuille / Ministerie | Termijn                              | Partij |
|                                                        | L. (Lubbertus) Götzen         | L. (Lubbertus) Götzen (1894–1979)                | Minister                                     | • Nederlands- Indonesische Begrotings- technische Zaken (Uniezaken en Overzeese Rijksdelen)                                                  | 11 november 1947 – 15 maart 1951     | O      |
| Ambtsbekleders                                         | Ambtsbekleders                | Ambtsbekleders                                   | Staatssecretaris / Portefeuille / Ministerie | Staatssecretaris / Portefeuille / Ministerie                                                                                                 | Termijn                              | Partij |
|                                                        | N.S. (Nico) Blom              | mr. N.S. (Nico) Blom (1899–1972)                 | Staatssecretaris                             | • Nederlands- Indonesische Unie Politieke Zaken (Buitenlandse Zaken)                                                                         | 16 februari 1950 – 2 september 1952  | O      |
|                                                        | W.Ch.L. (Wim) van der Grinten | mr.dr. W.Ch.L. (Wim) van der Grinten (1913–1994) | Staatssecretaris                             | • Publiekrechtelijke Bedrijfs- organisatie • Middenstand (Economische Zaken)                                                                 | 29 januari 1949 – 15 maart 1951      | KVP    |
|                                                        | H.C.W. (Harry) Moorman        | H.C.W. (Harry) Moorman (1899–1971)               | Staatssecretaris                             | • Personeelsbeleid (Marine) | 1 mei 1949 – 19 mei 1959             | KVP    |
| • Materieel- voorzieningen • Personeelsbeleid (Oorlog) | H.C.W. (Harry) Moorman        | H.C.W. (Harry) Moorman (1899–1971)               | Staatssecretaris                             | 27 november 1950 – 1 juni 1951 |                                      | KVP    |
| • Materieel- voorzieningen • Personeelsbeleid (Oorlog) |                               | W.H. (Wim) Fockema Andreae                       | Staatssecretaris                             | mr. W.H. (Wim) Fockema Andreae (1909–1996)                                                                                                   | 1 mei 1949 – 27 november 1950        | VVD    |
|                                                        | A.A. (Aat) van Rhijn          | mr.dr. A.A. (Aat) van Rhijn (1892–1986)          | Staatssecretaris                             | • Sociale Zekerheid • Arbeids- omstandigheden (Sociale Zaken)                                                                                | 15 februari 1950 – 15 september 1951 | PvdA   |
|                                                        | P. (Piet) Muntendam           | dr. P. (Piet) Muntendam (1901–1986)              | Staatssecretaris                             | • Volksgezondheid • Ouderenbeleid • Gehandicapten- beleid • Medische Ethiek (Sociale Zaken)                                                  | 1 april 1950 – 15 september 1951     | PvdA   |
|                                                        | J.M.L.Th. (Jo) Cals           | mr. J.M.L.Th. (Jo) Cals (1914–1971)              | Staatssecretaris                             | • Volks- ontwikkeling • Jeugdbeleid • Cultuurbeleid • Kunstbeleid • Mediabeleid • Sport • Natuurbehoud (Onderwijs, Kunsten en Wetenschappen) | 15 maart 1950 – 2 september 1952     | KVP    |
| Bron: Kabinet-Drees-Van Schaik Rijksoverheid.nl        |                               |                                                  |                                              | |                                      |        |

## Kabinetsformatie
- Tweede Kamerverkiezingen 1948: 7 juli 1948
- Beëdiging kabinet: 7 augustus 1948
- Duur formatie: 31 dagen
- Formateur
  - Louis Beel (KVP), (13 juli 1948 – 22 juli 1948) 10 dagen
- Formateur
  - Louis Beel (KVP), (22 juli 1948 – 29 juli 1948) 9 dagen
- Formateur
  - Josef van Schaik (KVP), (30 juli 1948 – 6 augustus 1948) 8 dagen

## Reden ontslagaanvraag
De fractie van de VVD in de Tweede Kamer stemde op 24 januari 1951 tijdens het debat over de Nieuw-Guineaconferentie voor de motie van afkeuring, die was ingediend door fractievoorzitter Oud. Hoewel de motie verworpen werd, bood de minister van Buitenlandse Zaken, Stikker (VVD), op 25 januari 1951 zijn ontslag aan en stelden de andere ministers hun portefeuilles ter beschikking.